# Hochgiebel (Hemer)
Der Hochgiebel ist eine 482 m ü. NHN hohe Erhebung in Hemer, Märkischer Kreis. Er ist damit eine der höchsten Erhebungen der Stadt. Der Hochgiebel ist Teil der Iserlohner Höhe. Er ist heute vollständig bewaldet.

## Lage
Der Hochgiebel befindet sich im östlichen Stephanopeler Tal und zwischen den Ortschaften Winterhof (im Westen) und Nieringsen (im Osten) im Südosten der Stadt Hemer. Er liegt in der Nähe der Stadtgrenze zu Balve. Das Gebiet wird durch mehrere Wanderwege erschlossen.
Der Hochgiebelweg ist nach dem Hochgiebel benannt.